# Louis Achard
Pour les articles homonymes, voir Achard.
Louis Achard, né le 27 août 1793 à Rouen et mort le 2 septembre 1864 à Cologny, est un avocat, magistrat et homme politique genevois.

## Biographie
Louis Achard est le fils d'Isaac Jean Achard, négociant à Rouen, et de Victorine Baraguay (sœur de Thomas Pierre Baraguey), ainsi que le cousin germain d'Albert Achard. Il épouse Constance Gautier, fille de François Gautier et de  Marie de Tournes.
Après avoir suivi ses études de droit à Genève, Grenoble et Heidelberg, il est reçu en tant qu'avocat à Genève en 1814. Passé dans la magistrature, il est nommé auditeur en 1821 puis juge suppléant à la Cour suprême en 1826. 
Achard s'engage en parallèle dans la vie publique. Membre du Conseil représentatif (1821, 1831-1841), il est conseiller d'État de 1839 à 1842. Il siège également à la Constituante en 1841, puis au Grand Conseil de Genève de 1842 à 1846. 
Lieutenant-colonel d'infanterie, il est inspecteur de la milice.